# Dècada del 300 aC

## Esdeveniments
- Expansió de l'epicureisme
- Ús de la cavalleria militar a la Xina, que ajuda a l'auge dels pantalons entre els homes
- Edificació del Colós de Rodes
- Ευήμερος (Euếmeros) afirma que els déus són creació dels homes per por i que es basen en avant-passats magnificats
- Primera publicació d'una previsió meteorològica documentada (obra de Teofrast)
- Fi de la segona guerra entre samnites i romans

## Personatges destacats
- Cassandre
- Agàtocles de Siracusa
- Seleuc I Nicàtor
- Zenó de Cítion